# Andrea da Modena
Andrea Mastri da Meldola, noto anche come Andrea da Modena, (Meldola, ... – Modena, 22 maggio 1455), è stato un francescano italiano.
Beatificato della Chiesa cattolica, ebbe fama di taumaturgo.

## Biografia
Trascorse la vita in diversi conventi francescani: nel 1425 era a San Francesco di Bologna, nel 1439 e 1440 era a Imola e nel 1443 era a Meldola.
Nel 1449 presiedette un capitolo conventuale a Forlì, nel 1453 era padre guardiano del convento di Ferrara e l'anno dopo divenne guardiano del convento di Modena, in cui morì il 22 maggio 1455, venerato dal popolo per i suoi prodigi.